# 609th Air Operations Center

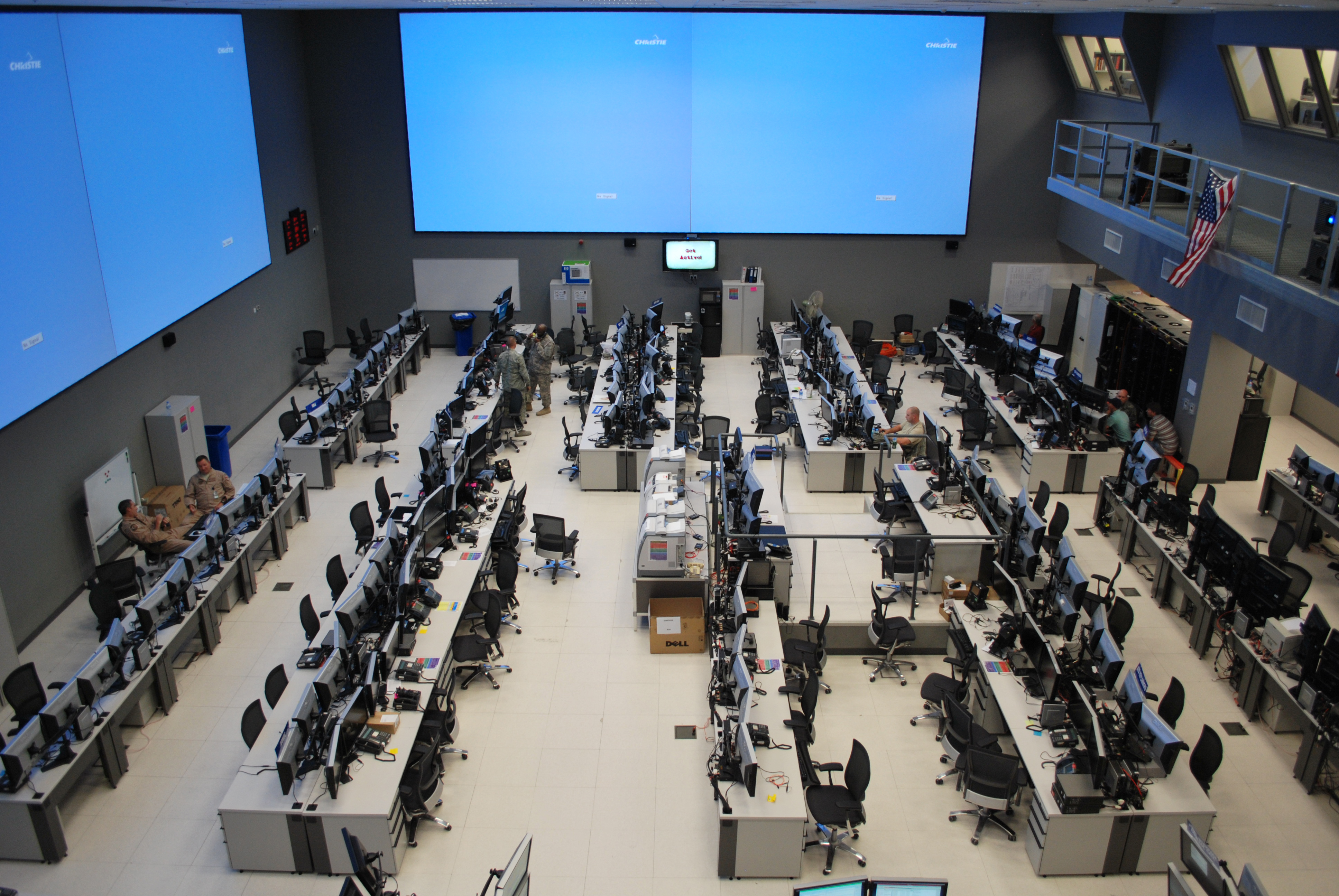
Operazioni nel CAOC

Il 601st Air Operations Center, noto anche come Combined Air Operations Center, è un centro operativo di tipo regionale dell'Air Combat Command. Il suo quartier generale è situato presso la base di Al Udeid, nel Qatar.

## Missione
Il centro provvede al comando e controllo di tutte le attività aeree in Iraq, Afghanistan, Siria e in tutti gli altri paesi sotto l'area di responsabilità del CENTCOM.

## Organizzazione
Attualmente, al maggio 2017, il centro controlla:
- Strategy Division (SRD)
- Combat Plans Division (CPD)
- Combat Operations Division (COD)
- Air Mobility Division (AMD)
- Intelligence, Surveillance and Reconnaissance Division (ISRD).